# 蒙塔尔巴达梅利
蒙塔尔巴达梅利（法語：Montalba-d'Amélie，法語發音：[mɔ̃talba dameli] ⓘ，意为“阿梅利的蒙塔尔巴”）是法国东比利牛斯省的一个旧市镇。1962年，蒙塔尔巴达梅利并入市镇阿梅利莱班-帕拉尔达。

## 地理
蒙塔尔巴达梅利（42°26'42"N, 2°41'12"E）面积，位于法国奧克西塔尼大區东比利牛斯省，该省份为法国大陆部分最南部的省份，涵盖了北加泰罗尼亚，北起奥德省，西接阿列日省和安道尔，南与西班牙接壤，东临地中海。
蒙塔尔巴达梅利的时区为UTC+01:00、UTC+02:00（夏令时）。

## 行政
蒙塔尔巴达梅利的邮政编码为66110，INSEE市镇编码为66110。

## 人口
蒙塔尔巴达梅利于1962年时的人口数量为37人。